# 先進中型戰機
先進中型戰機（英語：Advanced Medium Combat Aircraft，縮寫），或稱中型戰機（Medium Combat Aircraft，縮寫：MCA），是印度戰鬥飛機的開發計劃，目標為設計一款單座、雙引擎、第五代隱形多用途戰機。它將會與光輝戰鬥機、俄羅斯印度聯合研發的FGFA（已擱置）、蘇-30MKI及招標到目前為止還未結束的MRCA一起服務印度空軍。先進中型戰機計劃主要目的是為了替換印度空軍之中日漸老舊的幻象2000战斗机。據悉先進中型戰機的設計工作已經開始。印度海軍亦為先進中型戰機的海軍版研發出資。未來3年將會有共計20億美元的資金投入到開發計劃。估計先進中型戰機的訂單將會超過250架。

## 開發計劃
2006年8月，時任印度國防部長在印度國會表示政府正評估將開發光輝戰機的設計經驗投入到先進中型戰機計劃。
2008年10月，印度空軍要求印度航空發展局（Aeronautical Development Agency）撰寫一份詳細的項目報告，有關發展具隱形功能的中型戰鬥機。
2009年2月，印度航空發展局局長在班加羅爾航展上表示，該局經已與印度空軍緊密合作，共同開發中型戰鬥機。他指，根據印度空軍提出的設計要求，中型戰鬥機將大概20噸重，由兩台印度國產引擎GTX Kaveri 推動。

## 設計
中型戰鬥機將會有非常低的雷達反射截面、S型進氣道、內置武器艙以及機身製造運用複合材料。
由2台印度國產引擎GTX Kaveri推動，達成推力矢量，更有可能達成超音速巡航。一件中型戰鬥機的風洞模型已於2009年班加羅爾航展上亮相。

## 使用國
印度
印度空軍 – 7個中隊 (計畫)